# Суджуоглу, Фаиз
Фаиз Суджуоглу (тур. Faiz Sucuoğlu; род. 27 августа 1961, Полис) — кипрско-турецкий политик, премьер-министр Северного Кипра с 5 ноября 2021 по 12 мая 2022 года.

## Биография
Родился 27 августа 1961 года в Полисе. Его отец, Мехмет Салих Суджуоглу (умер в 2018 году), позже занимал должность заместителя министра по делам поселений Северного Кипра.
После окончания Турецкой средней школы Никосии получил стипендию от правительства Германии для изучения медицины в этой стране. Завершил своё медицинское образование, проучившись последние два года на медицинском факультете Стамбульского университета в Чапе. Затем специализировался по акушерству и гинекологии в больнице Зейнеп Камиль в Стамбуле и работал там после завершения обучения до 1993 года, когда вернулся на Кипр. Впоследствии он отслужил в армии и открыл свою частную клинику, где проработал 20 лет.

## Карьера
С 2011 по 2013 год был главой районной секции Лефкоши Партии национального единства (ПНЕ). На выборах 2013 года он был избран в парламент, представляя Лефкошу от ПНЕ. Он занимал пост министра туризма в кабинете Кальонджу в 2013 году и министра здравоохранения в кабинете Озгюргюн в 2016—2017 годах. В 2018 году переизбран депутатом.
Он был избран лидером ПНЕ 31 октября 2021 года, набрав 60,6 % голосов членов партии.
Суджоглу сформировал коалиционное правительство с Демократической партией и стал премьер-министром 5 ноября 2021 года.

## Личная жизнь
Женат и имеет двоих детей. Говорит на немецком и английском языках.